# Изнасилования во время войны за независимость Бангладеш
Во время войны за независимость Бангладеш в 1971 году многие служащие Вооружённых сил Пакистана, а также многие участники союзных им вооружённых формирований в Восточном Пакистане, как и многие бойцы другой стороны конфликта, совершали массовые изнасилования женщин как в ходе рейдов в населённые пункты, так и на своих военных объектах и в специальных лагерях, где принудительно содержали захваченных пленниц.
Неоднократно публиковались сведения о том, что массовое порабощение, изнасилование и убийство женщин было намеренно организовано верховным командованием пакистанской армии, и не только ради получения сексуального удовольствия солдатами и офицерами, но также с целью осуществления геноцидного насилия и террора против восставших бенгальцев Восточного Пакистана, особенно исповедующих индуизм. Сообщается и о массовом умышленном принуждении к беременности и вынашиванию детей с целью изменения этнического состава населения. В результате тех массовых изнасилований произошло множество случаев заболеваний, передающихся половым путём, суицида, инфантицида, абортов и попыток самостоятельного прерывания беременности.
Количество женщин и девушек, пострадавших от сексуального и другого физического насилия в ходе войны за независимость Бангладеш, остаётся неизвестным; называются цифры от нескольких сотен до четырёхсот тысяч человек.
Бывали и изнасилования мужчин пакистанскими военными; количество этих случаев тоже не установлено.
После победы сторонников независимости и образования государства Бангладеш пленницы были освобождены и получали поддержку от властей новообразованного государства и международных благотворительных организаций. Сразу после войны Бангладеш объявил женщин, переживших плен и насилие, героинями войны и пытался добиться публичного судебного процесса над виновными в преступлениях против них, но не получил международной поддержки. В глазах консервативного бенгальского общества, особенно сельского, изнасилованные женщины выглядели обесчещенными, распутными и социально неприемлемыми. Многие из них не могли ни выйти замуж, несмотря на приданое, которое власти Бангладеш платили согласным их взять мужчинам, ни вернуться в родительскую семью и тот дом, где они раньше жили, ни устроиться на работу. Потому и эти женщины, и бангладешские власти стали всё более скрывать произошедшее. Лишь в 2010-х годах в Бангладеш был создан Международный уголовный трибунал и несколько человек были приговорены к смертной казни и различным срокам лишения свободы за преступления, совершённые в 1971 году.
Большинство детей, рождённых в результате изнасилования их матерей, были переданы на усыновление в другие страны, поскольку власти Бангладеш не желали оставлять в стране потомков пакистанцев, и не оказывали таким детям никакой помощи. Известны случаи насильственного изъятия ребёнка у матери, не желавшей отказываться от него.
Власти проигравшего войну Пакистана проводили секретное расследование связанных с ней событий. В ходе него было выявлено несколько сотен изнасилований, примерно 26 тысяч убийств и ряд других нарушений прав человека, совершённых представителями обеих сторон вооружённого конфликта. Но был ли кто в Пакистане осуждён и наказан за них, неизвестно.

## Предыстория

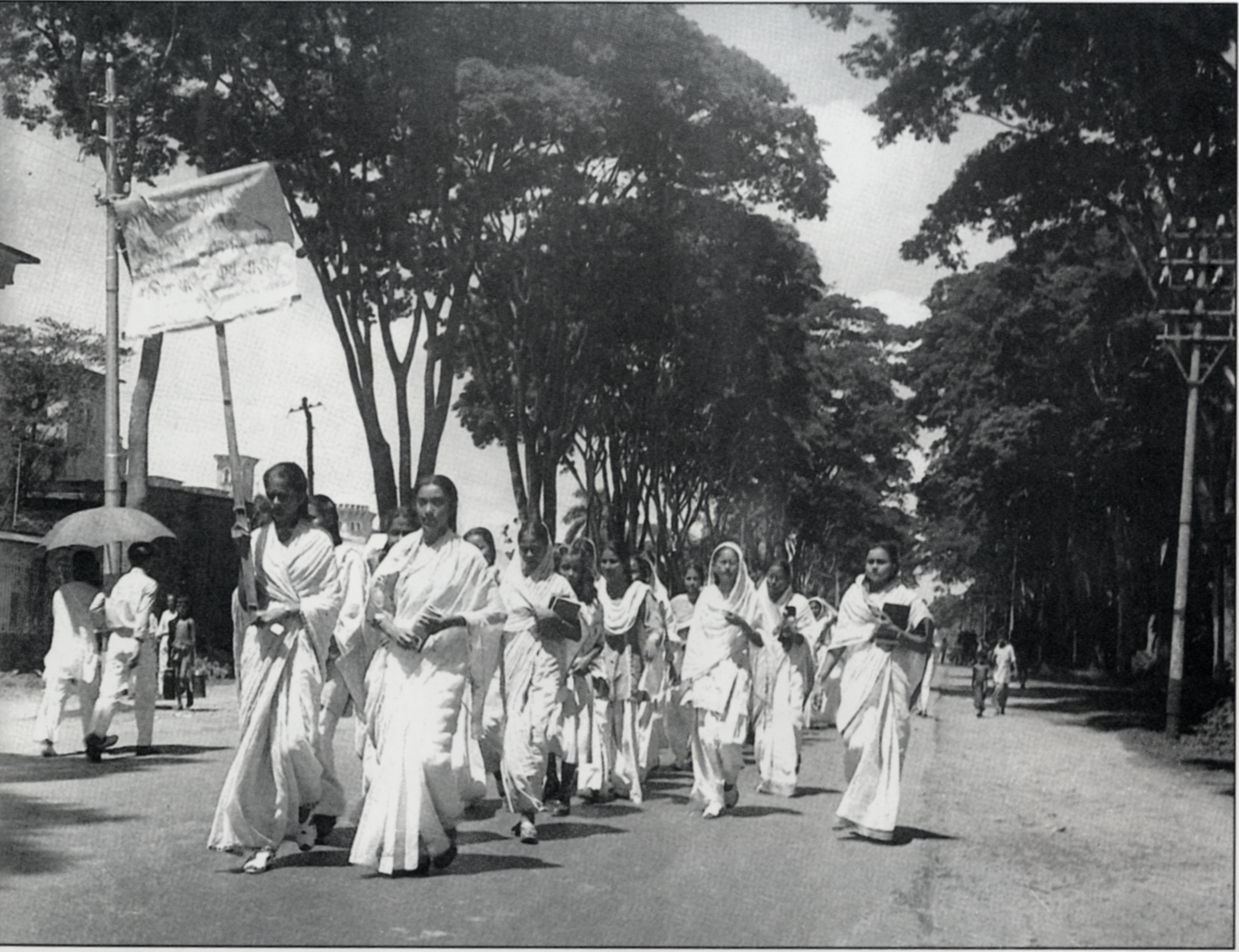
Студентки университета в Дакке на демонстрации в поддержку бенгальского языка. 21 февраля 1953 года.

После раздела Британской Индии и образования Доминиона Пакистан в 1947 году, его части — Восточный Пакистан и Западный Пакистан — были разобщены не только географически, но и культурно. Правители доминиона из Западного Пакистана считали, что бенгальские мусульмане Восточного Пакистана остаются «слишком бенгальцами» и недостаточно надёжными мусульманами, потому что принятие теми людьми ислама было «посредственным и нечистым». В связи с этим западные власти начали кампанию по культурной ассимиляции (в том числе насильственной) бенгальцев восточной части страны. Большинство бенгальцев Восточного Пакистана были мусульманами, однако индуисты там составляли значимое меньшинство. Очень мало бенгальцев владело языком урду, который в 1948 году был объявлен единственным официальным языком всего Пакистана. В ответ на это активисты в Восточном Пакистане начали «Движение за статус бенгальского языка». Другие активисты в 1949 году основали «Авами лиг» как альтернативу «Мусульманской лиге» Западного Пакистана. В последующие полтора десятилетия бенгальцы постепенно разочаровывались жизнью в таком государстве, где власть (большую часть времени военная) слабо защищала их интересы; в конечном счёте, некоторые стали призывать к отделению. В конце 1960-х годов всё больше жителей Восточного Пакистана ощущало себя «гражданами второго сорта». К тому же генерал Амир Ниязи, командовавшей вооружёнными силами в Восточном Пакистане, однажды публично назвал Восточный Пакистан «низменностью с низменными и лживыми людьми».
В Западном Пакистане тоже была оппозиция военным властям. Затем, когда военные уступили власть гражданским, и в декабре 1970 года прошли первые парламентские выборы, на них неожиданно для многих победила «Авами лиг» во главе с Муджибуром Рахманом, получившая явное большинство. Западнопакистанский истеблишмент был раздосадован такими результатами. Генерал в Дакке после выборов заявил: «не волнуйтесь, мы не позволим этим чёрным ублюдкам властвовать над нами» (англ. Don't worry, we will not allow these black bastards to rule over us). Вскоре президент Пакистана Яхья Хан запретил «Авами лиг» и объявил военное положение в Восточном Пакистане.
Для подавления бенгальских националистов пакистанская армия 25 марта 1971 года начала «Операцию „Прожектор“». Эрик Хейнз (Eric Heinze) утверждает, что та военная операция была направлена против всех этнических бенгальцев — как индуистов, так и мусульман. Число жертв устроенного тогда геноцида может достигать трёх миллионов человек; до 10 миллионов вынуждены были бежать в Индию, более 30 миллионов стали внутренне перемещёнными в Восточном Пакистане.
Роунак Джахан (бенг. রওনক জাহান) утверждала, что в среде пакистанских военных были распространены расистские представления о бенгальцах как о «расово низшей — физически слабой и не способной воевать расе» (англ. racially inferior—a non-martial and physically weak race), и этим могло быть мотивировано организованное сексуальное насилие, используемое в качестве особого оружия войны. Согласно выводам политолога Рудольфа Руммеля, пакистанская армия смотрела на бенгальцев как на «недочеловеков», а индуисты были для них «как евреи для национал-социалистов — отбросы и паразиты, которых лучше будет ликвидировать». Другим «решением проблемы» с точки зрения расистов могло быть «исправление генофонда бенгальцев» путём изнасилований и принуждения к беременности и родам. Белен Мартин Лукас (Belén Martín Lucas) описывал те массовые изнасилования как «этнически мотивированные».

## Действия Вооружённых сил Пакистана
Кампанией в Восточном Пакистане руководил генерал Тикка Хан, который был главным разработчиком плана «Операции „Прожектор“» и у бенгальцев получил прозвище «мясник Бенгалии» за проявленную жестокость. 27 марта 1971 года он публично заявил «я сделаю из этого большинства меньшинство» (англ. I will reduce this majority to a minority). Бина Д’Коста (Bina D’Costa) полагает, что эти слова Хана — не шутка или преувеличение, а подтверждение того, что массовые изнасилования были спланированной стратегией. Тот же генерал, разговаривая с группой журналистов в Джессоре, заявил: «сначала сделаем их мусульманами» (Pehle inko Mussalman karo). Д’Коста на основании этого утверждает, что высокопоставленные офицеры вооружённых сил Пакистана воспринимали бенгальцев как нелояльных мусульман и непатриотичных пакистанцев.
Джессика Ли Рехман (Jessica Lee Rehman) привела изнасилования 1971 года как пример религиозного терроризма. Она заявляла, что «пакистанская армия — это исламское учреждение, её солдаты — воины Бога и … они насилуют во имя Бога. По этой причине изнасилование девушек и женщин, насильственное посягательство на тело и нанесение увечий считаются триумфом добра». В глазах насильников бенгальцы были дегуманизированы, а бенгальские женщины ими воспринимались как проститутки, приглашающие к сексу. Принятие ислама бенгалийками не всегда спасало их от насилия, поскольку многие пакистанские военные видели много «индуистских черт» в бенгальских мусульманках, не считали их веру подлинной и потому брали в плен и рабство, в том числе сексуальное. Офицер по имени Файсал (Faisal), прибывший в Восточный Пакистан из Западного, так описывал разницу культуры женщин в разных частях доминиона: «Женщины купаются столь открыто, что прохожие мужчины могут увидеть их, и они носят сари, ниспадающие с тела, как индианки. Они очень привязаны к музыке, как индуистки, и их дочери танцуют перед гостями, они получают удовольствие от этих танцев с музыкой, как проститутки. Моя дочь не танцует, как и моя жена. Эта музыка и пляски — не исламские. Наши леди — не проститутки вроде бенгалиек». Бенгальская мусульманка Фердоуси Приябхашини (Ferdousi Priyabhashini) рассказывала, как солдаты её насиловали и при этом говорили «Ты индуска! Ты шпионка!», потому что она носила сари и бинди. Фетва, изданная в Пакистане во время войны, объявляла всех бойцов, воевавших за независимость Бангладеш, «индусами», а их женщин — законными «военными трофеями». Некоторые мусульманские религиозные лидеры в Пакистане публично заявляли о том же, и тем самым поддерживали изнасилование бенгальских женщин пакистанской армией.
Проводя кампанию террора, исполнители насилия проводили ночные рейды на деревни, насиловали проживавших там женщин, нередко в присутствие родственников жертв насилия. Многие бенгальские женщины и девушки в возрасте от 8 до 75 лет были взяты в плен и помещены в специальные лагеря, где многократно подвергались сексуальному и другому физическому насилию. Многие из них потом были убиты или покончили с собой, в том числе повесившись на собственных волосах; после этого солдаты обрезали волосы у остальных пленниц. Журнал Time сообщал, что 563 девушки были захвачены и удерживались военными; когда солдаты начали их освобождать, все эти пленницы были на третьем — пятом месяце беременности. Часть женщин насильно принуждались к занятию проституцией. Количество потерпевших достоверно не известно: власти Пакистана утверждают, что было несколько сотен изнасилований, другие источники называют многократно большие числа: от 200 000 до 400 000. Во время войны за независимость Бангладеш власти Пакистана пытались предотвратить распространение информации о творящихся в зоне конфликта зверствах, но она вышла за пределы региона и была опубликована в средствах массовой информации во многих странах, что способствовало международной поддержке движения за освобождение Бангладеш.
Были также изнасилования мужчин бенгальской национальности. На устроенных пакистанской армией контрольно-пропускных пунктах их нередко заставляли раздеваться, чтобы проверить, были ли они обрезаны; там происходило сексуальное и другое насилие над бенгальскими мужчинами.
По мнению Дженнек Аренс (Jenneke Arens), это была попытка умышленного уничтожения этнической группы. Многие жертвы изнасилований были затем убиты, некоторым штыками протыкали гениталии. Политолог Адам Джонс (англ. Adam Jones) утверждает, что одним из мотивов этих массовых изнасилований было желание подорвать бенгальское общество, «обесчестив» одних его женщин и доведя до смерти других. Международная комиссия юристов заключила, что злодеяния вооружённых сил Пакистана «были частью умышленной политики, проводимой дисциплинированной силой» (англ. were part of a deliberate policy by a disciplined force). Писатель Мулк Радж Ананд заявил по поводу действий пакистанских вооружённых сил: «Изнасилования оказались настолько распространёнными и систематическими, что они явно были сознательной политикой армии, „спланированной западными пакистанцами в качестве преднамеренной попытки создания новой расы“ или обескровливания бенгальского национализма». Амита Малик (бенг. অমিতা মালিক) сообщала из Бангладеш, как уже после капитуляции вооружённых сил Пакистана один западнопакистанский солдат говорил ей: «Мы уходим. Но мы оставляем наше семя позади». Большинство среди изнасилованных сторонниками Пакистана составили женщины бенгальской национальности, притом всех вероисповеданий и каст.
Не все пакистанские военные и политические деятели были сторонниками такой кампании насилия. Генерал Сахабзада Якуб-Хан, который советовал президенту вообще не проводить военную операцию в Восточном Пакистане, подал в отставку в знак протеста. Так же поступили майор Икрам Сехгал и маршал авиации Асгхар Хан. Гхаус Бахш Бизанджо, белуджистанский политик, и Хан Абдул Вали Хан, лидер «Национальной Партии Авами», тоже протестовали против действий вооружённых сил. Некоторые противники войны в Восточном Пакистане подверглись репрессиям за убеждения в виде лишения свободы; в их числе журналисты Сабихуддин Гхауси и И. А. Рахман, лидер синдхов Гхулам Муртаза Сьед, поэты Ахмад Салим и служащий военно-воздушных сил Анвар Пирзадо, профессор М. Р. Хассан, Тахера Мазхар и Имтиаз Ахмед. Одним из самых известных противников военных действий в Восточном Пакистане был Малик Гхулам Джилани, написавший широко опубликованное открытое письмо Яхья Хану и арестованный вскоре после этого. В заключении оказался и редактор газеты Dawn Алтаф Хуссаин Гаухар. В 2013 году Джилани и ещё один пакистанский поэт-диссидент — Фаиз Ахмад Фаиз — были удостоены премии Правительства Бангладеш за свою деятельность.

## Действия других вооружённых формирований сторонников Пакистана
По данным политолога Питера Томсена (англ. Peter Tomsen), пакистанская Межведомственная разведка и политическая партия «Джамаат-и ислами» способствовали созданию вооружённых формирований ополченцев — таких, как «Аль-Бадр» (бенг. আল বদর) и «Аль-Шамс» (бенг. আল শামস); эти формирования официально не входили в состав пакистанских вооружённых сил или других государственных силовых ведомств, но также вели вооружённую борьбу против бенгальских националистов, в том числе некомбатантов, совершали изнасилования и другие преступления. Местные коллаборационисты, известные как «разакары» (англ. Razakar), тоже участвовали в этих злодеяниях и так прославились этим, что само слово «разакар» стало в Бангладеш пейоративом с примерно тем же смыслом, что слово «иуда» в европейских и славянских языках — предатель и злодей.
Некоторые члены проигравшей выборы «Мусульманской лиги», в том числе партия «Низам-и-ислам» (англ. Nizam-e-Islam Party), «Джамаат-и-ислами» и «Джамиат Улема Пакистан», сотрудничали с пакистанскими военными в качестве разведчиков, а многие члены и некоторые руководители «Джамаат-и-ислами» также соучаствовали в совершаемых пакистанской армией изнасилованиях и убийствах. О злодеяниях «Аль-Бадра» и «Аль-Шамса» сообщали ведущие новостные агентства, и они стали широко известны по всему миру, как и вообще массовые убийства и изнасилования, совершённые во время войны за независимость Бангладеш.

## Действия сторонников независимости Бангладеш
Известны также случаи изнасилования женщин вооружёнными бенгальскими националистами и другими сторонниками независимости Бангладеш. Так, многие бихарцы были на стороне Пакистана, и бенгальские националисты в отместку за это насиловали бихарских мусульманок; некоторые бихарцы в свою очередь насиловали женщин-индуисток; преследования бихарцев в Бангладеш продолжались и после окончания войны за независимость. Историк-исследователь из Аризонского университета Ясмин Сайкья (Yasmin Saikia) смогла задокументировать изнасилования, совершённые индийскими и бангладешскими солдатами, и утверждает, что насилие над женщинами активно практиковали обе стороны вооружённого конфликта.
Не только бихарцы-мигранты, но и другие мусульмане не бенгальской национальности, а также и бенгальцы других убеждений вполне могли подвергаться изнасилованиям и пыткам бенгальскими националистами; особенно большой масштаб эти злодеяния могли принять в городах Джессор, Кхулна, Маймансингх, Читтагонг и прилегающих округах. В литературе, изданной после освобождения Бангладеш, изнасилования, совершённые националистически настроенными бенгальцами против небенглальцев, умышленно не упоминаются.

## Особо жестокие действия против индуистов
Пакистанская элита полагала, что индусы/индуисты поднимают восстание, и если как-нибудь решить «индусскую проблему», то конфликт будет исчерпан. Для пакистанских лидеров насилие против индусов было стратегической политикой. По крайней мере некоторые из пакистанских мусульман-мужчин считали, что принесение в жертву индусских женщин было необходимо для того, чтобы «излечить национальное недомогание». Есть эпизодические свидетельства о том, что некоторые имамы и муллы поддерживали совершаемые солдатами пакистанской армии изнасилования женщин и даже издавали фетвы о том, что те женщины, отнятые у бенгальцев-индусов в ходе боевых действий, являются законной добычей солдат-мусульман, военными трофеями победителей.
Большинство пакистанских солдат из Пенджаба ненавидели всё, что было связано с индуизмом. Эта крайняя ненависть проявлялась в особо жестоком насилии пакистанских военнослужащих и их союзников против индусов, в массовом заключении в лагеря, изнасиловании и убийстве женщин, во внешности и поведении которых насильники замечали «что-нибудь индуистское». В этих военных лагерях, а также в своих казармах пакистанские военные держали женщин в качестве секс-рабынь.
Служащие пакистанских вооружённых сил подвергали индуисток, заключённых в специальные лагеря, регулярным изнасилованиям не только для получения сексуального удовольствия, но также для того, чтобы уничтожить их веру, социальное положение и чувство собственного достоинства. Ещё одной целью этой преднамеренно организованной кампании насилия было изменение родословной местного населения через принудительное оплодотворение женщин от мужчин другой национальности. Общий эффект массового сексуального насилия против женщин индуистского вероисповедания или происхождения демонстрирует наличие геноцидного actus reus — виновного объективного действия. Бангладешский Трибунал (Bangladeshi Tribunal) в своём решение по делу Akayesu придал особое значение тому, что насилие против женщин-индуисток было направлено не только против каждой из них в отдельности, но и против той этнорелигиозной группы, к которой они принадлежали
Исследовательница Бина Д’Коста беседовала со многими потерпевшими и свидетелями тех событий, и многие из них отмечали особую жестокость, проявленную солдатами пакистанской армии и разакарами именно по отношению к индуистам. Женщин-индуисток, похищенных пакистанскими военными, их соседи и родные больше не видели. Часть тех женщин могли быть убиты после изнасилований, остальные не смогли или не захотели возвращаться домой после такого.
Бывали случаи открытого изнасилования женщины на глазах у её родных, видимо, с целью унизить и морально уничтожить не только потерпевшую, но и всю её семью. Военный корреспондент Аубрей Менен (Aubrey Menen) описывает случай открытого группового изнасилования семнадцатилетней новобрачной индуистки шестью пакистанскими солдатами:

Двое зашли в комнату, построенную для молодожёнов. Остальные стояли сзади вместе с членами семьи [девушки]; один [из солдат] держал эту семью под дулом пистолета. Они слышали, как [насильник] рявкнул приказ, и как муж женщины пытался протестовать. Потом была тишина, вскоре нарушенная воплем его невесты … Через несколько минут солдат в растрёпанной форме вышел. Он ухмыльнулся своим товарищам. Его место в комнате занял другой солдат. И так далее, пока все шесть не изнасиловали первую красавицу села. Затем эти шестеро поспешно ушли. Отец увидел свою дочь лежащей на верёвочной кровати без сознания и в крови.
Оригинальный текст (англ.)Two went into the room that had been built for the bridal couple. The others stayed behind with the family, one of them covering them with his gun. They heard a barked order, and the bridegroom's voice protesting. Then there was silence until the bride screamed ... In a few minutes one of the soldiers came out, his uniform in disarray. He grinned to his companions. Another soldier took his place in the extra room. And so on, until all six had raped the belle of the village. Then all six left, hurriedly. The father found his daughter lying on the string cot unconscious and bleeding.

## Последствия и реакция
Первым последствием такой военной кампании стало очень большое количество нежелательных беременностей у выживших жертв насилия. Оно точно неизвестно; Салли Дж. Шольц (Sally J. Scholz) полагает, что в результате тех изнасилований родилось 25 000 детей. Власти Бангладеш утверждают, что их было 70 000, а «Центр репродуктивной политики и законодательства» (англ. Centre for Reproductive Law and Policy) в одной из своих публикаций — что 250 000. Для помощи пострадавшим правительством получившего независимость Бангладеш была запущена специальная программа при поддержке Всемирной организации здравоохранения и International Planned Parenthood Federation, в рамках которой были открыты реабилитационные центры и абортные клиники, где жертвам военных изнасилований помогали избавиться от нежелательных беременностей. Врач одного из реабилитационных центров в Дакке сообщил о 170 000 сделанных абортах и 30 000 родившихся «детей оккупации» (англ. war children) за первые три месяца 1972 года. Австралийский врач Джеффри Дэвис (англ. Geoffrey Davis), работавший в этой программе, сообщает о приблизительно 5000 случаях самоаборта (англ. self-induced abortion). Он же говорит, что слышал о многочисленных случаях инфантицида и суицида среди жертв изнасилований. Общее количество этих жертв Дэвис оценивает в 400 000 женщин — вдвое выше официальных данных властей Бангладеш. Большинство потерпевших были также заражены той или иной инфекционной болезнью, передающейся половым путём. Многие не меньше, чем от физических страданий, мучились от стыда и унижения, некоторые были изгнаны и отвергнуты своими семьями и сельскими общинами и оказались социально беспомощными.

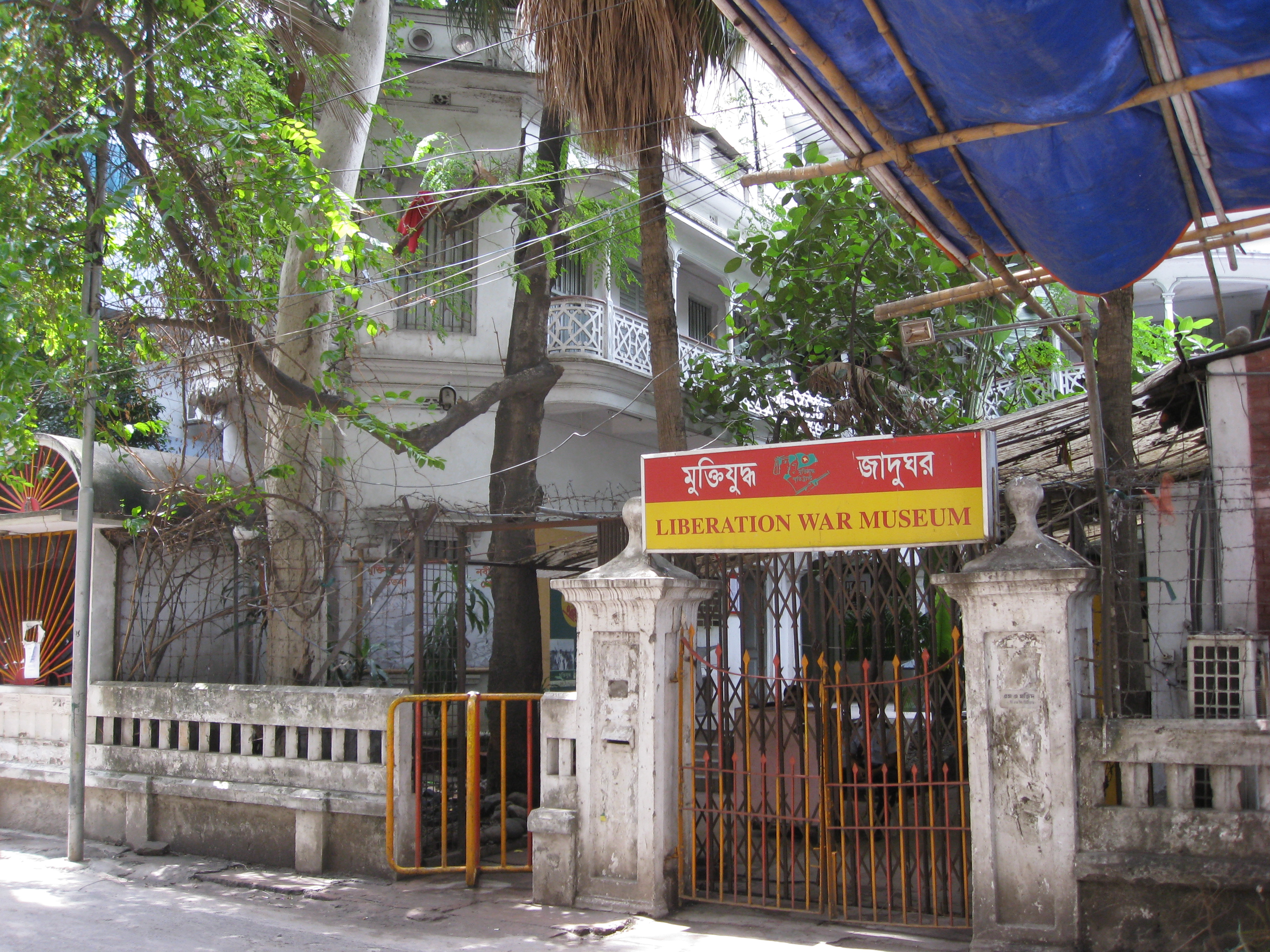
Музей войны за освобождение в Дакке. В нём хранятся записи и материальные свидетельства о насилии и убийстве в 1971 году.

Писательница-феминистка Синтия Энлое (англ. Cynthia Enloe) полагает, что в некоторых случаях пакистанские солдаты и, возможно, офицеры умышленно добивались наступления беременности у пленниц. «Международная комиссия юристов» сообщила: «Каким бы ни было точное количество, команды американских и британских хирургов производят аборты, а правительство прилагает все возможные усилия к тому, чтобы убедить людей принимать этих девушек обратно в общину, и всё это свидетельствует о масштабе изнасилований». Та же комиссия установила, что офицеры Вооружённых сил Пакистана не только разрешали своим подчинённым насиловать женщин, но и сами порабощали пленниц.

### Реакция властей Бангладеш
После окончания вооружённого конфликта и освобождения пленниц их беды не закончились. Потерпевшие от изнасилований и издевательств в глазах соплеменников стали символом «социального загрязнения» и позора. Из-за этого лишь немногие смогли вернуться в свои прежние дома и семьи. Несмотря на то, что власти завоевавшего независимость государства Бангладеш старались убедить своих граждан отказаться от предрассудков и предвзятого отношения к женщинам, подвергшимся сексуальному насилию, президент страны Муджибур Рахман называл прошедших через это женщин «биранганами» (бенг. বীরাঙ্গনা) — то есть героинями войны, на деле это слабо помогало, и они для многих оставались «обесчещенными» и социально неприемлемыми, которых в народе называли «барангонами» — проститутками. Большинство «обесчещенных» не могли выйти замуж, несмотря на то, что государство платило большое приданое мужчине, взявшему в жёны такую «героиню войны». Да и те немногие бангладешцы, которые соглашались на это, обычно плохо обращались со своими жёнами, а большинство бросали женщин, получив за них деньги от государства. Также власти Бангладеш старались помочь «биранганам» с трудоустройством, но эти во многих случаях и это не имело успеха.
В результате и сами потерпевшие от насилия, и власти Бангладеш всё чаще скрывали случившееся, особенно во времена последующего «бенгальского исламского национального подъёма». Информация об изнасилованиях во время войны за независимость всё больше подвергалась цензуре; часть официальных документов была уничтожена.
18 февраля 1972 года был создан государственный Совет по реабилитации женщин Бангладеш (англ. Bangladesh Women's Rehabilitation Board), задачей которого стала помощь пострадавшим от насилия женщинам и организация усыновления их детей, зачатых в результате изнасилований. Помощь пострадавшим оказывали и несколько международных организаций, в том числе «Сёстры матери Терезы». Большинство тех «детей войны» было передано в приёмные семьи в Нидерландах и Канаде, поскольку власти Бангладеш желали удалить остатки пакистанского из новой формирующейся нации, и поддержка, которую Бангладеш предоставлял пострадавшим от войны и плена женщинам, не распространялась на их насильно зачатых детей. Тот же президент Рахман, назвавший бывших узниц лагерей изнасилования героинями войны, по этому поводу сказал: «я не желаю, чтобы та загрязнённая кровь была в этой стране» (англ. I do not want those polluted blood[sic] in this country). Не все женщины добровольно соглашались на отказ от ребёнка; известны случаи насильственного отъёма детей у матерей для передачи на усыновление. Но, по всей видимости, добровольно согласившихся на аборт или отказ от ребёнка было больше; это могло давать надежду на то, что удастся всё забыть и вернуться к прежней жизни, как будто бы ничего не было. В 1990-х годах многие из тех усыновлённых детей приезжали в Бангладеш, чтобы найти своих биологических матерей. В 2008 году Д’Коста попробовала связаться с кем-нибудь из тех детей военного насилия, но мало кто откликнулся. Один из ответивших сказал: «Я ненавидел быть ребёнком, и я зол на Бангладеш за то, что он не позаботился обо мне тогда, когда я более всего в этом нуждался. У меня нет корней, и я пла́чу от этого. Вот почему я пытался узнать больше о том, где я родился».
Через сорок лет после войны двое сестёр, побывавших в пакистанском плену и подвергавшихся насилию, дали интервью радиостанции Deutsche Welle. Одна из них, Алея (Aleya), рассказала, что когда ей было тринадцать лет, пакистанские военные захватили её, и в течение семи месяцев многократно подвергали групповому изнасилованию и истязаниям. Когда её отпустили домой, Алея была уже на пятом месяце беременности. Сестра Алеи Лайли (Laily) сказала, что она уже была беременной, когда солдаты схватили её, и в плену потеряла ребёнка. Обе сказали, что государству не удалось сделать их «биранганами», и вместо уважения или хотя бы сочувствия обе сестры столкнулись с унижением, оскорблениями, ненавистью и остракизмом.

### Реакция властей Пакистана
После окончания вооружённого конфликта власти Пакистана предпочитали замалчивать факты, относящиеся к изнасилованиям в Восточном Пакистане. Для расследования обстоятельств совершения злодеяний и поражения Пакистана на войне 1971 года была создана «Комиссия Хамудура Рахмана» (англ. Hamoodur Rahman Commission), которая очень критично отнеслась к пакистанской армии. Начальники штабов армии и ВВС пытались вмешаться в работу комиссии, за что были сняты со своих должностей. Отчёты комиссии были основаны на интервью с политиками, офицерами и старшими командирами. Итоговый отчёт был составлен в июле 1972 года, но все эти отчёты были потом уничтожены, за исключением одного, который сохранился у Зульфикара Али Бхутто. Никакая часть тех отчётов не была обнародована.
В 1974 году работа комиссия возобновила работу и составила дополнительный отчёт, который 25 лет оставался секретным, затем был опубликован в журнале India Today. В дополнительном отчёте сообщалось, что 26 тысяч человек были убиты, количество изнасилований измерялось сотнями, и что повстанцы из движения Мукти-бахини, воевавшего против пакистанской армии, тоже совершили множество изнасилований и других нарушений прав человека. Нет сведений о привлечении властями Пакистана кого-либо к ответственности за эти нарушения. Политолог Сумит Гангули (англ. Sumit Ganguly) считает, что политический истеблишмент Пакистана уже в целом согласился признать злодеяния, совершённые во время войны за независимость Бангладеш; в частности, президент Пакистана Первез Мушарраф во время визита в Бангладеш в 2002 году говорил об этом, но скорее выразил сожаление о случившемся, нежели взял на себя ответственность за это.

### Международная реакция

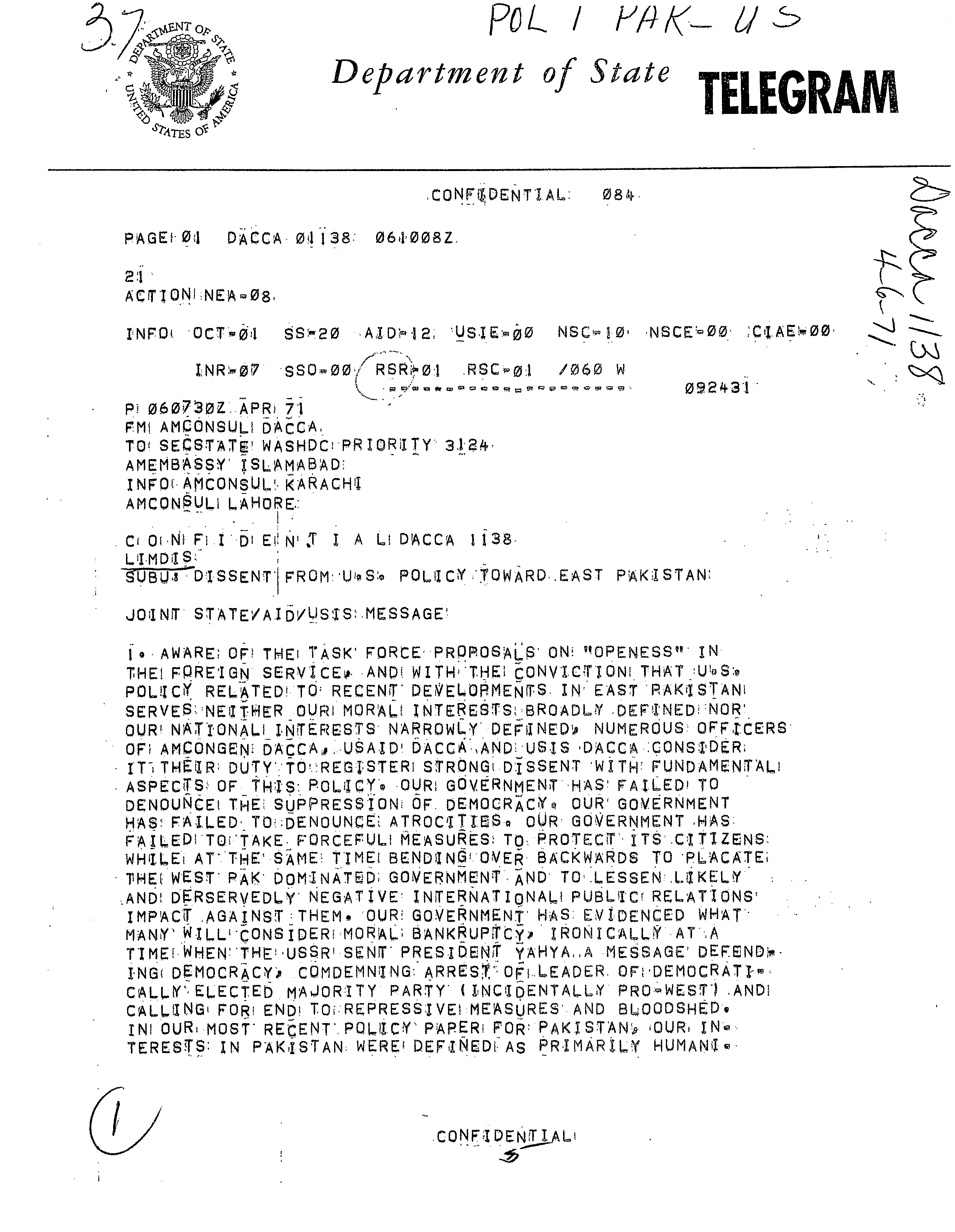
Телеграмма А. Блуда

Существует академический консенсус относительно признания событий того девятимесячного конфликта геноцидом. Это был первый случай, когда изнасилования во время войны привлекли внимание международных средств массовой информации. Преданию огласке этих преступлений способствовала бангладешская женская правозащитная организация «Махила Баридат».
На совершаемые зверства обратили внимание и американские дипломаты. 6 апреля 1971 года генеральный консул США в Дакке Арчер Кент Блуд (англ. Archer Kent Blood), а также представители USAID и USIS отправили «Кровавую телеграмму» (англ. The Blood Telegram), в которой прямо назвали происходящее геноцидом и осудили американское соучастие в нём.
Премьер-министр Индии Индира Ганди в 1972 году в интервью оправдывала вмешательство Индии в бенгальско-пакистанский конфликт путём военной интервенции в том числе необходимостью защиты женщин, говорила: «Мы что, должны просто сидеть и наблюдать, как их женщин насилуют?».
События в Восточном Пакистане обсуждались в британской Палате общин. Джон Стоунхаус и ещё 200 парламентариев поддержали обращение к правительству о зверствах пакистанских вооружённых сил. Хотя это предложение дважды вносилось в парламент, правительство не стало его обсуждать.
Незадолго до конца войны международное сообщество начало оказывать гуманитарную помощь беженцам, поселившимся в Индии. Но при этом расследование военных преступлений и судебные процессы над военными преступниками, которые Бангладеш проводил в конце войны, практически не получили зарубежной поддержки. Критики ООН, приводя в пример военные преступления 1971 года, утверждали, что военное вмешательство — единственный действенный способ остановить массовые убийства.
Отношение бенгальского общества к пленённым и изнасилованным женщинам вызвало возмущение и критику далеко за пределами региона. Так, группа женщин в интервью New York Times заявила: «Мы не можем поверить, что невинные жёны, чьи жизни были фактически разрушены войной, теперь окончательно уничтожены их мужьями». По словам Сьюзен Браун-Миллер, массовые изнасилования во время войны — явление не новое, но после войны за независимость Бангладеш международное сообщество впервые осознало, что эти изнасилования могут быть использованы в качестве оружия войны, как средство террора и массового запугивания людей.

### Расследование военных преступлений
В 2008 году, после семнадцатилетнего расследования, Комитет обнаружения фактов военных преступлений (англ. War Crimes Fact Finding Committee) опубликовал документы, индентифицирующие 1597 лиц, причастных к зверствам. В их числе оказались члены партий «Джамаат-и ислами» и Националистической партии Бангладеш, основанной в 1978 году. В 2010 году правительство Бангладеш учредило Международный уголовный трибунал (МУТ) (англ. International Crimes Tribunal) для расследования злодеяний той эпохи. Правозащитная организация Human Rights Watch в целом поддержала создание такого трибунала, но осудила оскорбления и угрозы в адрес адвокатов обвиняемых. Брэд Адамс (англ. Brad Adams), директор азиатского подразделения Human Rights Watch, заявил, что обвиняемым должна быть предоставлена вся защита закона, иначе этот процесс нельзя будет воспринимать всерьёз. Правозащитница Айрин Хан также выразила сомнения, что этот трибунал сможет по-настоящему расследовать массовое изнасилование и убийство женщин:

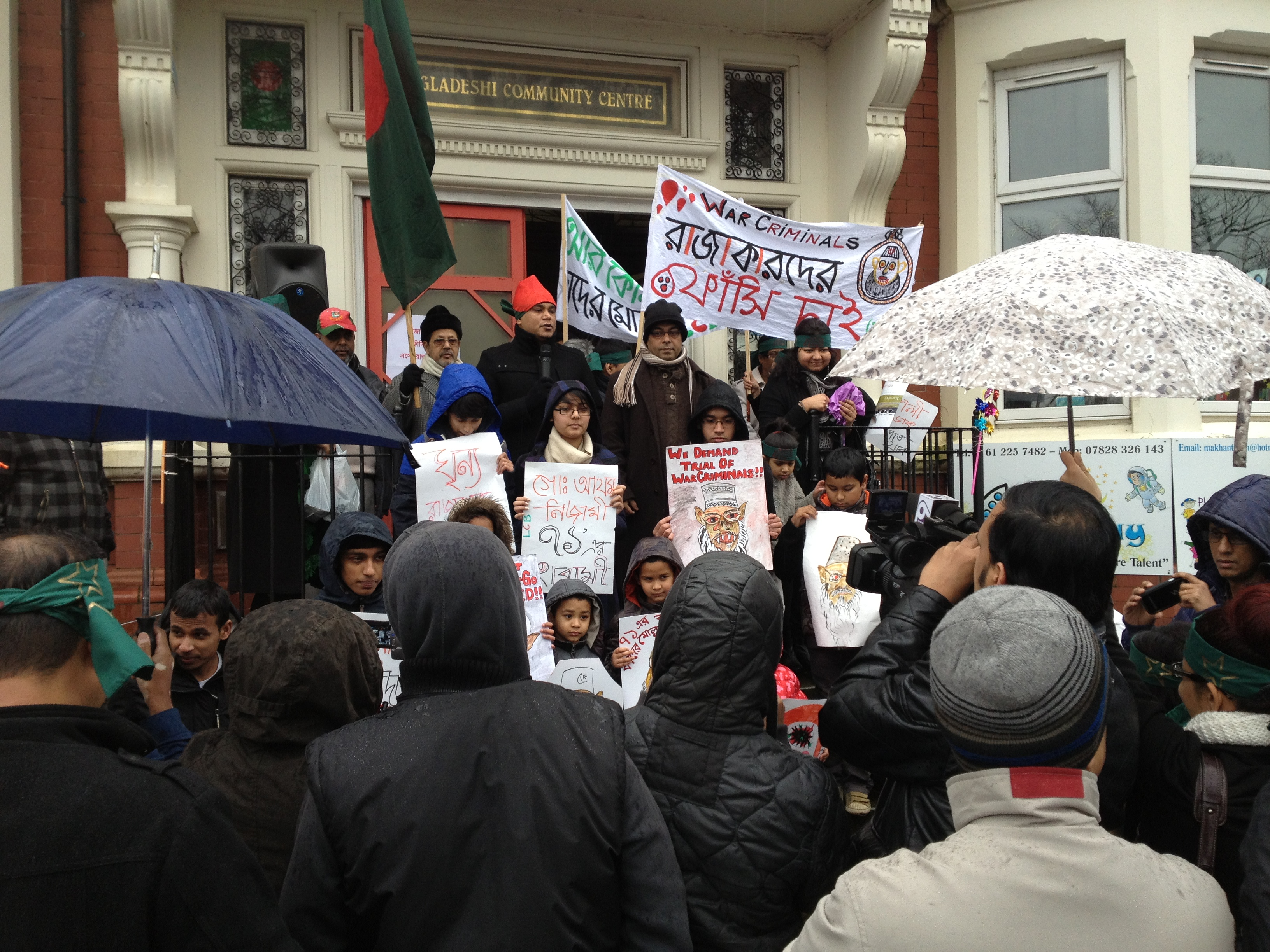
Бангладешцы в Манчестере выражают солидарность с протестующими в Бангладеш, требующими более строгих наказаний для совершивших военные преступления в 1971 году

Консервативное мусульманское общество предпочитает накинуть вуаль невнимательности и отрицания на этот вопрос, позволяя благоденствовать тем, кто совершал гендерное насилие или был в сговоре с совершающими, и оставить потерпевших женщин бороться в условиях анонимности и позора, без сколь-нибудь существенной поддержки государства или общества.
Оригинальный текст (англ.)A conservative Muslim society has preferred to throw a veil of negligence and denial on the issue, allowed those who committed or colluded with gender violence to thrive, and left the women victims to struggle in anonymity and shame and without much state or community support.

Заместитель руководителя «Джамаат-и ислами» Делвар Хоссейн Сайиди (бенг. দেলাওয়ার হোসাইন সাঈদী) стал первым обвиняемым в преступлениях, совершённых во время той войны. Международный уголовный трибунал предъявил ему обвинения в двенадцати военных преступлениях, включая убийство, изнасилование и поджог. Сайиди не признал вину ни по одному эпизоду. 28 февраля 2013 года Сайиди был признан виновным в геноциде, изнасиловании и преследовании за религиозные убеждения, и приговорён к смертной казни через повешение. Ещё четверо членов «Джамаат-и ислами», в том числе Мотиур Рахман Низами были обвинены в военных преступлениях. Один из разакаров, Абул Калам Азад (англ. Abul Kalam Azad), стал первым приговорённым за преступления, совершённые в ходе войны за независимость Бангладеш. Он был заочно приговорён к смертной казни за убийство и изнасилование. Мухаммад Камаруззаман (англ. Muhammad Kamaruzzaman), старший помощник генерального секретаря «Джамаат-и ислами», тоже был обвинён в военных преступлениях, включая планирование организованного изнасилования женщин, устроенного 25 июля 1971 года в деревне Шохагпур (Shohaghpur), и консультирование по организации этого преступления. 9 мая 2013 года МУТ приговорил его к смерти через повешение. В июле 2013 года Гулам Азам (бенг. গোলাম আযম) получил 90 лет лишения свободы за изнасилование и массовое убийство во время вооружённого конфликта. Абдул Кадер Мулла, участвовавший в ополчении разакаров, был обвинён в соучастии в преступлениях, совершённых пакистанской армией и активном участии в кампании геноцида, изнасилованиях (в том числе малолетних) и массовом убийстве бангладешцев. После того, как в бангладешское законодательство о военных преступлениях были внесены поправки, позволяющие обжаловать ранее вынесенный приговор на основании чрезмерной мягкости назначенного в нём наказания, обвинители обратились в Верховный Суд Бангладеш (бенг. বাংলাদেশ সুপ্রীম কোর্ট) и попросили заменить пожизненное заключение Абдула Кадера Муллы на смертную казнь. 17 сентября 2013 года Верховный Суд удовлетворил эту жалобу и приговорил Муллу к смерти; 12 декабря того же года в 22:01 осужденный был повешен в Старой Центральной тюрьме Дакки (бенг. পুরাতন ঢাকা কেন্দ্রীয় কারাগার).

## В культуре

N. U. Ahmed. Shamed Woman

Сделанная во время войны за независимость Бангладеш документальная фотография женщины, подвергавшейся насилию, привлекла большое внимание посетителей выставки в Лондоне, где она экспонировалась. Этот снимок сделал бангладешский фотограф Наиб Уддин Ахмед (бенг. নায়েব উদ্দিন আহমেদ). Автор дал своей фотографии название «Пристыженная женщина» (англ. Shamed Woman), но многие другие люди называли её «Храбрая женщина» (Brave Woman). Джон Таллоч (John Tulloch) отметил, что женщина на фотографии изображена «в классической позе „Мадонны с младенцем“». Фотография стала одной из самых волнующих на выставке. У женщины на ней сжаты кулаки, а волосы полностью покрывают лицо. Таллоч описывает это изображение как имеющее «возможность открыть или намекнуть на то, что невыразимо» (англ. Capability to reveal or suggest what is unsayable).
В 1994 году вышла книга Нилимы Ибрагим (бенг. নীলিমা ইব্রাহিম) «Голоса героинь войны». В ней опубликованы свидетельства семи изнасилованных, с которыми автор работала в реабилитационных центрах. Пережившие это женщины резко критикуют послевоенное бангладешское общество, не сумевшее оказать должную помощь и поддержку им и другим пострадавшим.
В 2012 году вышла книга «Восставшие из праха: рассказы женщин о 1971 годе» (англ. Rising from the Ashes: Women's Narratives of 1971), в которой тоже приводятся свидетельства женщин, чьи судьбы затронула война за независимость Бангладеш, в том числе Тараман Биби (бенг. তারামন বিবি), лауреата премии за мужество «Бир Пратик» (бенг. বীর প্রতীক), и девяти изнасилованных женщин. На английском языке эта книга была издана к сорокалетию войны за независимость. New York Times оценила её как «важную устную историю» (англ. important oral history).

### Фильмы
- Первым фильмом о войне за независимость Бангладеш стал «Orunodoyer Ognishakhi» — «Залог нового рассвета»[f], вышедший на экраны в 1972 году, когда первый раз отмечали День независимости Бангладеш (бенг. বাংলাদেশের স্বাধীনতা দিবস)[120]. Главный герой — беженец по имени Алтаф, которые пытается найти убежище в Калькутте и встречает женщин, переживших изнасилования. Изображения этих «бирагон», оборванных и с пустыми глазами после пережитых травм, были использованы как свидетельства насилия. Другие жертвы надругательства, которых встречает Алтаф, сходят с ума или кончают жизнь самоубийством[121].
- В 1995 году режиссёр Гита Шахгал (англ. Gita Sahgal) создала документальный фильм «Досье военных преступлений»[g] (англ. War Crimes File), показанный на Channel 4[122].
- В 2011 году фильм «Мехерджан» (бенг. মেহেরজান)[g] был показан на международном фестивале фильмов «Гувахати» (Guwahati). В этом фильме война за независимость Бангладеш показывается с точек зрения двух героинь, одна из которых влюблялась в пакистанского солдата, а другая была рождена от изнасилованной пленницы[123].
- В 2014 году вышел на экраны фильм «Дети войны» (англ. Children of War) режиссёра Мритьюнджай Девврат (Mrityunjay Devvrat), в котором создатели попытались запечатлеть весь ужас произошедшего и показать, что изнасилование не имеет никакого оправдания[124].

## Пояснения
1. ↑  Примечание переводчика: англ. Hindu может означать «индиец», «индус» или «индуист»; очень часто государственная, этническая и религиозная принадлежность этих людей смешиваются, и не всегда из контекста возможно понять, что конкретно имеется ввиду.
2. ↑  англ. to fix the national malaise
3. ↑  "Rape can be especially effective as a tactic of genocide when used against females of communities that cast shame upon the rape victim rather than the rapist. In such communities, the rape forever damages the social standing of the survivor. Bengali girls and women who endured the genocidal rape had to cope not only with their physical injuries and trauma, but with a society hostile to violated women. The blame for loss of honour falls not upon the rapist, but upon the raped.".[78]
4. ↑  Прим. перев.: англ. blood означает «кровь», «кровавый»; Blood Telegram можно перевести и как «телеграмма Блуда», и как «кровавая телеграмма».
5. ↑  Ami Birangana Bolchi, англ. The Voices of War Heroines, неофициальный перевод названия книги выполнен участником Википедии.
6. ↑  англ. Pledge to a New Dawn, неофициальный перевод названия фильма участником Википедии.
7. 1 2  Неофициальный перевод названия фильма, сделанный участником Википедии.

## Цитаты источников
1. ↑  Jones, 2010, pp. 227–228: «low-lying land of low, lying people».
2. ↑  Rummel, 1997, p. 335: «as Jews to the Nazis, scum and vermin that best be exterminated».
3. ↑  Rehman, 2012: «The Pakistan Army is an Islamic institution, its soldiers are warriors of God and ...they rape in God's name. Therefore the raping of girls and women, the forced bodily transgressions, and the mutilations are considered to be a triumph for good».
4. ↑  Rehman, 2012: «The women bathe openly so that men walking by can see them, and they wear saris that with one pull fall off their body, like Indians. They are very attached to music, like Hindus, and they have their daughters dance for guests, they take pride in this dancing and music, like prostitutes. My daughter does not dance, neither does my wife. This music and dancing isn't Islamic. Our ladies are not prostitutes like Bengalis».
5. ↑  Brownmiller, 1975, p. 85: «The rapes were so systematic and pervasive that they had to be conscious Army policy, "planned by the West Pakistanis in a deliberate effort to create a new race" or to dilute Bengali nationalism».
6. ↑  Sharlach, 2000, p. 95: «We are going. But we are leaving our seed behind».
7. ↑  Sharlach, 2000: «It is also rape unto death, rape as massacre, rape to kill and to make the victims wish they were dead. It is rape as an instrument of forced exile, rape to make you leave your home and never want to go back. It is rape to be seen and heard and watched and told to others: rape as spectacle. It is rape to drive a wedge through a community, to shatter a society, to destroy a people. It is rape as genocide».
8. ↑  Siddiqi, 1998, pp. 208–209: «Sometime during the war, a fatwa originating in West Pakistan labeled Bengali freedom fighters 'Hindus' and declared that 'the wealth and women' to be secured by warfare with them could be treated as the booty of war».
9. ↑  International Commission of Jurists, 1972, pp. 40—41: «Whatever the precise numbers, the teams of American and British surgeons carrying out abortions and the widespread government efforts to persuade people to accept these girls into the community, testify to the scale on which raping occurred».
10. ↑  D'Costa, 2008: «I hated being a kid, and I am angry at Bangladesh for not taking care of me when I needed it most. I don't have any roots and that makes me cry. So that is why I am trying to learn more about where I was born».
11. ↑  Payaslian, 2019: «A consensus has formed among scholars that genocides in the 20th century encompassed (although were not limited to) the following cases: Herero in 1904–1907, the Armenian genocide in the Ottoman Empire in 1915–1923, the Holodomor in the former Soviet Ukraine in 1932–1933, the Jewish Holocaust in 1938–1945, Bangladesh in 1971, Cambodia in 1975–1979, East Timor in 1975–1999, Bosnia in 1991–1995, and Rwanda in 1994».
12. ↑  Anam, 2013: «Mollah smiled because for him, a man convicted of beheading a poet, raping an 11-year-old girl and shooting 344 people during the 1971 Bangladesh war of independence – charges that have earned him the nickname the Butcher of Mirpur».